# Volley Bergamo 2001-2002
Questa voce raccoglie le informazioni riguardanti il Volley Bergamo nelle competizioni ufficiali della stagione 2001-2002.

## Organigramma societario
Area direttiva
- Presidente: Luciano Bonetti

Area tecnica
- Allenatore: Giuseppe Cuccarini
- Allenatore in seconda: Alessandro Chiappini

Area sanitaria
- Medico: Attilio Bernini, Fabrizio Caroli

## Rosa
| N° | Nome                  | Ruolo | Data di nascita   | Nazionalità sportiva |
| -- | --------------------- | ----- | ----------------- | -------------------- |
| 1  | Prikeba Phipps        | S     | 30 giugno 1969    | Stati Uniti          |
| 2  | Dragana Marinković    | C     | 19 ottobre 1982   | Croazia              |
| 3  | Anna Vania Mello      | C     | 27 febbraio 1979  | Italia               |
| 4  | Giorgia Baldelli      | S     | 10 marzo 1985     | Italia               |
| 5  | Magdalena Szryniawska | P     | 17 novembre 1969  | Polonia              |
| 6  | Carmen Țurlea         | O     | 18 novembre 1975  | Romania              |
| 7  | Maurizia Cacciatori   | P     | 6 aprile 1973     | Italia               |
| 8  | Dau Wu                | L     | 13 ottobre 1967   | Cina                 |
| 9  | Marcela Ritschelová   | C     | 9 ottobre 1972    | Rep. Ceca            |
| 10 | Silvia Ghisleni       | S     | 2 gennaio 1986    | Italia               |
| 12 | Francesca Piccinini   | S     | 10 gennaio 1979   | Italia               |
| 13 | Tara Cross            | S     | 16 settembre 1968 | Stati Uniti          |